# Банковская лицензия (Украина)
Банковская лицензия на Украине (укр. банківська ліцензія) — государственная лицензия на осуществление банковских операций, в том числе дающая право на привлечение денежных средств на депозиты, осуществление расчётов через открытые банковские счета и валютные операции. Лицензирование рассматривают как первую ступень участия государства в регулировании банковского сектора. На Украине выдачу банковских лицензий осуществляет Национальный банк Украины.

## Предоставление и отзыв лицензии
Условия и порядок выдачи лицензии оговариваются специальным положением, которое утверждено Правлением Национального банка Украины.
Лицензия считается действительной с момента принятия решения Комиссией по вопросам регулирования деятельности банков.
В ряде случае, оговоренных Положением, лицензия может быть отозвана, о чём сообщается всем банкам Украины. Это считается крайней мерой, к которой можно прибегнуть только при условии исчерпания другим мер предупредительного характера.
27 июля 2011 года в письме № 41-208/3676-8851 Нацбанк Украины сообщил, что в соответствии с законом «О внесении изменений в некоторые законы Украины относительно регулирования деятельности банков» банкам необходимо переоформить свои лицензии до 17 декабря 2011 года. С 2011 года банковская лицензия стала давать возможность банкам осуществлять банковскую деятельность, а не только осуществлять отдельные банковские операции. Для осуществления операций в иностранной валюте стало необходимо получение генеральной лицензии НБУ.
С 2017 года банки могут сдавать Нацбанку Украины банковскую лицензию без прекращения юрлица и продолжать финансовую деятельность под надзором Нацкомфинуслуг, НКЦБФР или, если после сдачи лицензии будут заниматься, например, инкассацией или переводом денег, Нацбанка.
По состоянию на 2023 года отмечается, что с каждым годом на Украине количество банков, имеющих лицензию, сокращается (67 на 1 января 2023 года).